# رنتسو بورینی
رنتسو بورینی (ایتالیایی: Renzo Burini؛ ‏تلفظ در ایتالیایی: [ˈrɛntso]) بازیکن فوتبال اهل ایتالیا است که از سال ۱۹۵۱ میلادی عضو تیم ملی فوتبال ایتالیا بوده و در ۴ بازی ملی حضور داشته‌است. او در بازی‌های ملی‌اش ۱ گل به ثمر رساند.
رنتسو بورینی آخرین بازی ملی خود را در سال ۱۹۵۵ میلادی انجام داد.